# Michael Wood
Michael Wood (teljes nevén Michael David Wood) (Manchester, 1948. július 23. –) angol történész, egyetemi tanár. Különböző korokkal és népekkel foglalkozó történelmi népszerűsítő filmek, sorozatok készítője, műsorvezetője, narrátora.
Az 1970-es évek végétől napjainkig számos népszerű tévés dokumentumfilm sorozatot mutatott be, és számos könyvet írt az angol történelemről, és a világtörténelem érdekes eseményeiről, fordulópontjairól.
2013-ban nevezték ki a Manchesteri Egyetem történelem professzorává.
Wood szenvedélyes, meggyőző előadásmódjával valósággal a tárgyalt korba, az elbeszélt eseményekbe repíti hallgatóságát, nézőit. Meggyőzően bizonyítva, hogy az emberiség valódi történelme sokkal de sokkal érdekesebb, mint a kitalált összeesküvésekkel, ősi idegenekkel és egyéb valótlanságokkal fűszerezett áltudomány.

## Élete
Michael Wood Manchester Moss Side negyedében született. A Heald Place Általános Iskolában tanult Manchesterben.
Nyolc éves korában családja Wythenshawe-ba költözött, ahol a Benchill Általános Iskolába járt. A Manchester Gimnáziumban kezdett érdeklődni a színjátszás iránt is. Grusét alakította Brecht A kaukázusi krétakör című drámájának első brit amatőr előadásában. Kitűnő minősítéssel végzett történelem, angol és francia nyelv tárgyakban.
A gimnázium után történelem és angol szakra járt az oxfordi Oriel College-ban, majd hat hetet töltött az Egyesült Államokban az utolsó évében. Ezt követően szerezte meg egyetemi végzettségét. Ezután három év kutatást végzett az angol-szász történelem tárgykörében az Orielnél az egyetemi doktori fokozat (DPhil) megszerzéséhez.
Tanulmányai befejezése után az ITV-nél helyezkedett el újságíróként.
Az 1970-es években a BBC-nél dolgozott Manchesterben. Először újságíróként, majd asszisztens producerként különféle aktuális műsorokban, majd 1979 és 1981 között visszatért a történelem iránti szenvedélyhez és In Search of the Dark Ages (~A sötét középkor) címmel sorozatot készített a BBC2 számára. Gyorsan népszerűvé vált a női nézők körében is a szőke jó megjelenésű entellektüel (a brit lapok némi iróniával a „gondolkodó nők bálványa”-ként emlegették), köszönhetően mély hangjának és annak a szokásának, hogy általában feszes farmerban és báránybőr kabátban jelent meg a kamerák előtt.
Wood népszerűsítő tevékenysége az Egyesült Államokban is jól ismert, ahol a PBS-en és a különböző kábeltelevíziós hálózatokon is gyakran játsszák műsorait és sorozatait. A Legacy (1992) című sorozata az egyik leggyakrabban ismételt dokumentumfilm sorozata az amerikai televízióknak.
1990 óta Michael Wood független televíziós produkciós cég, a Maya Vision International igazgatója. 2006-ban csatlakozott a nagymúltú Iraki Brit Régészeti Intézet munkájához, amelynek célja az új iraki régészek képzése és felkészítése volt, valamint előadást tartott a témában. 2013-ban lett a Manchesteri Egyetem professzora.

## Magánélete, családja
Az 1970-es évek végétől az 1980-as évek elejéig körülbelül tíz évig élettársa Pattie Coldwell újságíró, műsorvezető volt. Jelenleg Észak-Londonban él feleségével, Rebecca Ysabel Dobbs televíziós producerrel. Két lányuk Minakshi és Jyoti.

## Díjak, kitüntetések
- 2007-től a Királyi Történelmi Társaság (Royal Historical Society) tagja
- 2009 – A Sunderland Egyetem díszdoktora
- 2011 – A Leicester Egyetem díszdoktora
- 2015-ben elnyerte a Brit Akadémia elnöki kitüntetését (President's Medal)

## Televíziós sorozatai
- In Search of the Dark Ages (~A sötét középkor), 1979–1981
- Great Railway Journeys, „Zambezi Express”, 1980
- Great Little Railways, 3. epizód: „Slow Train to Olympia”, 1983
- In Search of the Trojan War (~A trójai háború nyomában), 1985
- Domesday: A Search for the Roots of England, 1986
- The Hidden War (– Mountain Government) – The Battle Of Athens, 1986
- Art of the Western World, 1989
- Legacy: A Search for the Origins of Civilisation, 1992
- Nagy Sándor nyomában (In the Footsteps of Alexander the Great), 1997
- Conquistadors (~Konkvisztádorok), 2000
- In Search of Shakespeare (~Shakespeare nyomában), 2003
- Mítoszok és hősök nyomában (In Search of Myths and Heroes), 2005
- Az ötezer éves India (The Story of India), 2007
- Christina: A Medieval Life, 2008
- In Search of Beowulf, 2009) (a.k.a. Michael Wood on Beowulf)
- Michael Wood's Story of England (~Michael Wood angol történelme), 2010
- The Great British Story: A People's History (~Nagy Britannia története: Egy nép históriája), 2012
- King Alfred and the Anglo Saxons (~Nagy Alfréd és az angol-szászok), 2013
- Kína története (The Story of China), 2016
- Ovid: The Poet and the Emperor (~Ovidiusː A költő és a császár), 2017

## Dokumentumfilmek
- Darshan: An Indian Journey (~Darshan: utazás Indiában), 1989
- Traveller's Tales: The Sacred Way (~Utazók kalandjaiː A szent út), 1991
- Saddam's Killing Fields (~Szaddam gyilkos mezői), 1993
- Secret History: Hitler's Search for the Holy Grail (~Titkos történelem: Hitler kutatása a Szent Grál után), 1999
- Gilbert White: Nature Man, 2006
- Christina: A Medieval Life, 2008
- Alexander's Greatest Battle (~Nagy Sándor legnagyobb csatái), 2009
- Shakespeare's Mother; The Secret Life of a Tudor Woman (~Shakespeare anyjaː egy Tudor-kori asszony titkos élete), 2015

## Könyvei
- A sötét középkor – A Brit-szigetek népeinek korai története (In Search of the Dark Ages, BBC Books, 1981), Alexandra Kiadó, Pécs, 2007, fordította: Babits Péter, ISBN 9789633701737
- A trójai háború nyomában – A legenda mélyreható történelmi elemzése (In Search of the Trojan War, 1985), Alexandra Kiadó, Pécs, 2006, fordította: Bogácsi Balázs, ISBN 963369762x
- Anglia múltjának nyomában – A szigetország középkori társadalma és kultúrája (Domesday: A Search for the Roots of England, 1988), Alexandra Kiadó, Pécs, 2007, fordította: Császár László, ISBN 9789633699966
- Az első civilizációk nyomában – Az ősi kultúrák máig ható öröksége (Legacy: A Search for the Origins of Civilization, 1992), Alexandra Kiadó, Pécs, 2006, fordította: Bódogh-Szabó Pál, ISBN 9633699142
- The Smile of Murugan: A South Indian Journey (~Murugan mosolya: Egy dél-indiai utazás), 1995
- Nagy Sándor nyomában – A legendás hadvezér hódításai (In the Footsteps of Alexander the Great, 1997), Alexandra Kiadó, Pécs, 2006, fordította: Bozai Ágota, ISBN 9633700523
- In Search of England: Journeys Into the English Past, 1999
- Konkvisztádorok[5] – Nagy hódító hadvezérek nyomában (Conquistadors, 2000), Alexandra Kiadó, Pécs, 2008, fordította: Endreffy Lóránd, ISBN 9789633702581
- Shakespeare nyomában (In Search of Shakespeare, 2003), Alexandra Kiadó, Pécs, 2008, fordította: Babits Péter, ISBN 9789633706039
- 1001 nap amely átformálta a világot. Az ősrobbanástól napjainkig; főszerk. Peter Furtado, előszó Michael Wood; Gabo, Bp., 2009
- In Search of Myths and Heroes (~Mítoszok és hősök nyomában), 2005
- India: An Epic Journey Across the Subcontinent (~Indiaː Egy epikus utazás a szubkontinensen keresztül), 2007
- The Story of England (~Anglia története), 2010

## Cikkei
- Michael Woodnak számtalan cikke, kisebb írása is megjelent angol nyelvű szakfolyóiratokban, újságokban
- Magyarul főként a Valóság 70-es évek végi, 80-as évek eleji számaiban, illetve a BBC History világtörténelmi magazin magyar nyelvű számaiban